# Cognin
Cognin település Franciaországban, Savoie megyében. Lakosainak száma 6729 fő (2022. január 1.). Cognin Chambéry, Jacob-Bellecombette, Montagnole, Saint-Cassin, Saint-Sulpice és Vimines községekkel határos.

## Népesség
A település népességének változása:
| Lakosok száma | 5919 | 6097 | 6319 | 6204 | 6264 | 6359 | 6467 | 6520 | 6729 |
|               | 2013 | 2015 | 2016 | 2017 | 2018 | 2019 | 2020 | 2021 | 2022 |